# Alan Hutton
Alan Hutton, född 30 november 1984 i Glasgow, är en skotsk fotbollsspelare som spelar som högerback.

## Klubbkarriär

### Rangers
Den 22 december 2002 debuterade Hutton för Rangers i en ligamatch mot Partick Thistle. Det var hans enda match den säsongen. Under säsongen 2003-2004 spelade Hutton elva matcher och han gjorde sitt första mål för klubben i en match mot Dunfermline Athletic på Ibrox Stadium den 23 mars 2004.
Säsongen 2004-2005 spelade Hutton tolv matcher för Rangers. Laget vann både Skotska Premier League och Skotska Ligacupen den säsongen. I februari 2005 bröt Hutton benet i en match mot Kilmarnock. Han blev borta från fotbollen i elva månader. 
Sommaren 2007 skrev Hutton på ett nytt fem-årskontrakt med Rangers och han var delaktig i lagets UEFA Champions League- segrar mot VfB Stuttgart och Olympique Lyonnais. Under sina sex år i klubben gjorde Hutton totalt 94 matcher och två mål för Rangers.

### Tottenham Hotspur
Under transferfönstret i januari 2008 skrev Hutton på för Premier League-klubben Tottenham Hotspur.
Han gjorde sin debut för Tottenham den 2 februari 2008 i en oavgjord match mot Manchester United. Han deltog även i Ligacup-finalen mot Chelsea den 24 februari 2008.
I januari 2010 lånades han ut till Sunderland för resten av säsongen.

### Aston Villa
Den 31 augusti 2011 skrev Hutton på för Aston Villa. Efter säsongen 2018/2019 lämnade Hutton klubben då hans kontrakt gick ut.

## Landslagskarriär
Tillsammans med lagkamraten Charlie Adam kallades Hutton upp till A-landslaget för första gången den 11 mars 2007 för att spela en träningsmatch mot Österrike och en EM-kvalmatch mot Färöarna.
Debuten för Hutton kom den 30 maj 2007 i en match mot Österrike.

## Meriter
Rangers
- Skotska Premier League 2004-2005
- Skotska Ligacupen 2004-2005

Tottenham Hotspur
- Engelska Ligacupen 2007-2008
- Barclays Asia Trophy 2009